# A Very Special Feeling
«A Very Special Feeling!» (en español: «Un sentimiento muy especial») es un sencillo que no fue incluido en ningún álbum de estudio de Thomas Anders y que fue publicado el 22 de febrero de 2006. No obstante, la canción fue presentada en exclusividad en "Gala Der Stars" ("Gala de las estrellas", en español) el 16 de diciembre de 2005 en Coblenza (Alemania).

## Sencillos
CD-Maxi Rhein-Zeitung 05-32511, 22.02.20
1. «A Very Special Feeling» - 5:16
2. «A Very Special Feeling» (Instrumental) - 5:14

## Créditos
- Productor: Peter Ries
- Letra: Ina Wolf
- Música: Thomas Anders y Achim Brochhausen
- Fotografía – Peter Seydel